# Wereldkampioenschappen roeien 2018
De wereldkampioenschappen roeien 2018 werden van 6 tot en met 16 september 2018 gehouden in Plovdiv, Bulgarije. Er stonden 29 onderdelen op het programma, 13 voor mannen en 13 voor vrouwen en 3 gemengde paralympische onderdelen. Voor het eerst streden de vrouwen in een gelijk aantal disciplines om de wereldtitel. Dit betekende dat de twee-met-stuurman werd geschrapt, dit onderdeel stond vanaf het begin van de wereldkampioenschappen op het programma en de in 2016 nog olympische Lichte vier zonder stond ook niet meer op het programma. In 2017 schrapte de FISA de regel dat de stuurman/vrouw van het zelfde geslacht moest zijn als de roeiers, dit waren de eerste wereldkampioenschappen waarbij de stuurman een medaille haalde bij de vrouwen en omgekeerd.

## Medaillewinnaars

### Mannen
| Bootklasse              | Goud | Goud    | Zilver | Zilver  | Brons | Brons   |
| Skiff M1x               | Noorwegen Kjetil Borch | 6.38,31 | Tsjechië Ondřej Synek | 6.39,90 | Litouwen Mindaugas Griškonis | 6.42,90 |
| Lichte skiff LM1x       | Duitsland Jason Osborne | 6.56,36 | Zwitserland Michael Schmid | 6.58,34 | Verenigde Staten Andrew Campbell | 7.00,04 |
| Dubbel twee M2x         | Frankrijk Hugo Boucheron Matthieu Androdias | 6.05,16 | Zwitserland Barnabé Delarze Roman Röösli                                                                                                | 6.06,49 | Nieuw-Zeeland John Storey Chris Harris | 6.06,71 |
| Lichte dubbel twee LM2x | Ierland Gary O'Donovan Paul O'Donovan | 6.06,81 | Italië Stefano Oppo Pietro Ruta | 6.08,31 | België Tim Brys Niels Van Zandweghe | 6.11,25 |
| Twee zonder M2-         | Kroatië Martin Sinković Valent Sinković | 6.14,96 | Roemenië Marius-Vasile Cozmiuc Ciprian Tudosă                                                                                           | 6.16,90 | Frankrijk Valentin Onfroy Théophile Onfroy | 6.17,51 |
| Lichte twee zonder LM2- | Italië Giuseppe Di Mare Alfonso Scalzone | 6.38,55 | Griekenland Antonios Papakonstantinou Ioannis Marokos                                                                                   | 6.41,48 | Verenigde Staten David Smith Thomas Foster | 6.56,99 |
| Dubbel vier M4x         | Italië Filippo Mondelli Andrea Panizza Luca Rambaldi Giacomo Gentili                                                                               | 5.35,31 | Australië Caleb Antill Campbell Watts Alexander Purnell David Watts                                                                     | 5.36,51 | Oekraïne Dmytro Mikhay Serhiy Hryn Oleksandr Nadtoka Ivan Dovgodko                                                                                        | 5.37,28 |
| Lichte dubbel vier LM4x | Duitsland Joachim Agne Max Röger Florian Roller Moritz Moos                                                                                        | 5.51,21 | Italië Catello Amarante Paolo Di Girolamo Andrea Micheletti Matteo Mulas                                                                | 5.52,85 | Turkije Mert Kartal Bayram Sönmez Fatih Ünsal Enes Kuşku                                                                                                  | 5.53,95 |
| Vier zonder M4-         | Australië Joshua Hicks Spencer Turrin Jack Hargreaves Alexander Hill                                                                               | 5.44,74 | Italië Matteo Castaldo Bruno Rosetti Matteo Lodo Marco Di Costanzo                                                                      | 5.44,99 | Verenigd Koninkrijk Thomas Ford Jacob Dawson Adam Neill James Johnston                                                                                    | 5.46,46 |
| Acht M8+                | Duitsland Johannes Weißenfeld Felix Wimberger Max Planer Torben Johannesen Jakob Schneider Malte Jakschik Richard Schmidt Hannes Ocik Martin Sauer | 5.24,31 | Australië Liam Donald Robert Black Angus Moore Simon Keenan Nicholas Purnell Timothy Masters Josh Booth Angus Widdicombe Kendall Brodie | 5.26,11 | Verenigd Koninkrijk James Rudkin Alan Sinclair Tom Ransley Thomas George Mohamed Sbihi Oliver Wynne-Griffith Matthew Tarrant William Satch Henry Fieldman | 5.26,14 |
| Para roeien             | |         | |         | |         |
| Para skiff PR1M1x       | Australië Erik Horrie | 9.16,90 | Oekraïne Roman Polianskyi | 9.17,36 | Rusland Alexey Chuvashev | 9.35,33 |
| Para skiff PR2M1x       | Nederland Corné de Koning | 8.35,89 | Canada Jeremy Hall | 8.42,46 | Italië Daniele Stefanoni | 8.52,08 |
| Para twee-zonder PR3M2- | Canada Kyle Fredrickson Andrew Todd | 7.12,82 | Australië James Talbot Jed Altschwager                                                                                                  | 7.23,96 | Frankrijk Jérôme Pailler Laurent Viala | 7.29,08 |

### Vrouwen
| Bootklasse              | Goud | Goud     | Zilver | Zilver                    | Brons | Brons                       |
| Skiff W1x               | Ierland Sanita Pušpure | 7.20,12  | Zwitserland Jeannine Gmelin | 7.25,93                   | Oostenrijk Magdalena Lobnig | 7.29,51                     |
| Lichte skiff LW1x       | Frankrijk Laura Tarantola | 7.51,79  | Italië Clara Guerra | 7.51,96                   | Verenigd Koninkrijk Imogen Grant | 7.52,61                     |
| Dubbel twee W2x         | Litouwen Milda Valčiukaitė Ieva Adomavičiūtė                                                                                                   | 6.44,15  | Nieuw-Zeeland Brooke Donoghue Olivia Loe | 6.46,28                   | Verenigde Staten Meghan O'Leary Ellen Tomek                                                                                               | 6.47,75                     |
| Lichte dubbel twee LW2x | Roemenië Ionela-Livia Lehaci Gianina Beleagă                                                                                                   | 6.50,71  | Verenigde Staten Emily Schmieg Mary Jones | 6.52,30                   | Nederland Marieke Keijser Ilse Paulis | 6.52,56                     |
| Twee zonder W2-         | Canada Caileigh Filmer Hillary Janssens | 6.50,67  | Nieuw-Zeeland Grace Prendergast Kerri Gowler                                                                                                   | 6.52,96                   | Spanje Anna Boada Aina Cid | 7.04,60                     |
| Lichte twee zonder LW2- | Italië Serena Lo Bue Giorgia Lo Bue | 7.30,84  | Verenigde Staten Jennifer Sager Jillian Zieff                                                                                                  | 7.45,50                   | Maar twee deelnemende teams | Maar twee deelnemende teams |
| Dubbel vier W4x         | Polen Agnieszka Kobus Marta Wieliczko Maria Springwald Katarzyna Zillmann                                                                      | 6.08,96  | Duitsland Marie-Cathérine Arnold Carlotta Nwajide Franziska Kampmann Frieda Hämmerling                                                         | 6.11,42                   | Nederland Olivia van Rooijen Karolien Florijn Sophie Souwer Nicole Beukers                                                                | 6.11,79                     |
| Lichte dubbel vier LW4x | China Wu Qiang Liang Guoru Chen Fang Pan Dandan                                                                                                | 6.28,32  | Denemarken Trine Toft Andersen Aja Runge Holmegaard Juliane Rasmussen Mathilde Persson                                                         | 6.33,33                   | Duitsland Fini Sturm Caroline Meyer Ladina Meier Anja Noske                                                                               | 6.34,25                     |
| Vier zonder W4-         | Verenigde Staten Madeleine Wanamaker Erin Boxberger Molly Bruggeman Erin Reelick                                                               | 6.25,57  | Australië Lucy Stephan Katrina Werry Sarah Hawe Molly Goodman                                                                                  | 6.27,09                   | Rusland Ekaterina Sevostianova Anastasia Tikhanova Ekaterina Potapova Elena Oriabinskaia                                                  | 6.27,36                     |
| Acht W8+                | Verenigde Staten Kristine O'Brien Felice Mueller Victoria Opitz Gia Doonan Dana Moffat Tracy Eisser Emily Regan Olivia Coffey Katelin Guregian | 6.00,97  | Canada Lisa Roman Stephanie Grauer Madison Mailey Susanne Grainger Christine Roper Sydney Payne Jennifer Martins Rebecca Zimmerman Kristen Kit | 6.03,05                   | Australië Leah Saunders Georgina Gotch Rosemary Popa Georgina Rowe Annabelle McIntyre Ciona Wilson Jacinta Edmunds Emma Fessey James Rook | 6.03.06                     |
| Para roeien             | |          | |                           | |                             |
| Para skiff PR1W1x       | Noorwegen Birgit Skarstein | 10.13,63 | Israël Moran Samuel | 11.02,06                  | Verenigde Staten Hallie Smith | 11.17,56                    |
| Para skiff PR2W1x       | Frankrijk Perle Bouge | 9.39,73  | Nederland Annika van der Meer | 9.45,52                   | Polen Jolanta Majka | 9.58,52                     |
| Para twee-zonder PR3W2- | Verenigde Staten Danielle Hansen Jaclyn Smith                                                                                                  | 7.39,30  | Maar één deelnemende boot | Maar één deelnemende boot | Maar één deelnemende boot | Maar één deelnemende boot   |

### Gemengd pararoeien
| Bootklasse                    | Goud                                                                                            | Goud    | Zilver                                                                                         | Zilver  | Brons                                                                                  | Brons   |
| PR2Mix2x Gemengde dubbel-twee | Nederland Annika van der Meer Corné de Koning                                                   | 8.07,92 | Polen Michal Gadowski Jolanta Majka                                                            | 8.12,60 | Oekraïne Svitlana Bohuslavska Iaroslav Koiuda                                          | 8.20,61 |
| PR3Mix2x Gemengde dubbel-twee | Brazilië Diana Barcelos de Oliveira Jairo Klug                                                  | 7.30,82 | Oostenrijk Johanna Beyer David Erkinger                                                        | 7.42,68 | Rusland Evgenii Borisov Valentina Zhagot                                               | 7.49,93 |
| PR3Mix4+ Gemengde vier-met    | Verenigd Koninkrijk Ellen Buttrick Grace Clough Oliver Stanhope Daniel Brown Erin Wysocki-Jones | 7.00,36 | Verenigde Staten Alexandra Reilly Michael Varro Charley Nordin Danielle Hansen Jennifer Sichel | 7.02,13 | Frankrijk Élodie Lorandi Guylaine Marchand Rémy Taranto Antoine Jesel Robin Le Barreau | 7.04,93 |

## Medaillespiegel
| Plaats | Land                | Goud | Zilver | Brons | Totaal |
| 1      | Italië              | 3    | 4      | 0     | 7      |
| 2      | Duitsland           | 3    | 1      | 1     | 5      |
| 3      | Verenigde Staten    | 2    | 2      | 3     | 7      |
| 4      | Frankrijk           | 2    | 0      | 1     | 3      |
| 5      | Ierland             | 2    | 0      | 0     | 2      |
| 6      | Australië           | 1    | 3      | 1     | 5      |
| 7      | Canada              | 1    | 1      | 0     | 2      |
| 7      | Roemenië            | 1    | 1      | 0     | 2      |
| 9      | Litouwen            | 1    | 0      | 1     | 2      |
| 10     | Noorwegen           | 1    | 0      | 0     | 1      |
| 10     | Polen               | 1    | 0      | 0     | 1      |
| 10     | China               | 1    | 0      | 0     | 1      |
| 10     | Kroatië             | 1    | 0      | 0     | 1      |
| 14     | Zwitserland         | 0    | 3      | 0     | 3      |
| 15     | Nieuw-Zeeland       | 0    | 2      | 1     | 3      |
| 16     | Tsjechië            | 0    | 1      | 0     | 1      |
| 16     | Denemarken          | 0    | 1      | 0     | 1      |
| 16     | Griekenland         | 0    | 1      | 0     | 1      |
| 19     | Verenigd Koninkrijk | 0    | 0      | 3     | 3      |
| 20     | Nederland           | 0    | 0      | 2     | 2      |
| 21     | België              | 0    | 0      | 1     | 1      |
| 21     | Spanje              | 0    | 0      | 1     | 1      |
| 21     | Turkije             | 0    | 0      | 1     | 1      |
| 21     | Oekraïne            | 0    | 0      | 1     | 1      |
| 21     | Oostenrijk          | 0    | 0      | 1     | 1      |
| 21     | Rusland             | 0    | 0      | 1     | 1      |
| Totaal | Totaal              | 20   | 20     | 19    | 59     |

| Plaats | Land                | Goud | Zilver | Brons | Totaal |
| 1      | Nederland           | 2    | 1      | 0     | 3      |
| 2      | Verenigde Staten    | 1    | 1      | 1     | 3      |
| 3      | Australië           | 1    | 1      | 0     | 2      |
| 3      | Canada              | 1    | 1      | 0     | 2      |
| 5      | Frankrijk           | 1    | 0      | 2     | 3      |
| 6      | Noorwegen           | 1    | 0      | 0     | 1      |
| 6      | Brazilië            | 1    | 0      | 0     | 1      |
| 6      | Verenigd Koninkrijk | 1    | 0      | 0     | 1      |
| 9      | Oekraïne            | 0    | 1      | 1     | 2      |
| 9      | Polen               | 0    | 1      | 1     | 2      |
| 11     | Israël              | 0    | 1      | 0     | 1      |
| 11     | Oostenrijk          | 0    | 1      | 0     | 1      |
| 13     | Rusland             | 0    | 0      | 2     | 2      |
| 14     | Italië              | 0    | 0      | 1     | 1      |
| Totaal | Totaal              | 9    | 8      | 8     | 25     |